# 고바야시 진
코바야시 진(일본어: 小林 尽, 1977년 5월 25일 ~ )은 일본의 만화가이다. 치바 현 출신으로, 도쿄도 신주쿠구 주재. 대표작으로는 《스쿨럼블》이 있다.

## 약력
2000년에 《주간 소년 매거진》에 신인만화상 가작을 수상. 동지에서 2002년부터 《스쿨럼블》을 연재하기 시작한다. 2006년 8월부터 《월간 간간 WING》에서 《여름의 폭풍!》(夏のあらし!) 연재를 시작했다.

## 작품
- 스쿨럼블(スクールランブル)
- 여름의 폭풍!(夏のあらし!)
- 연가 (恋歌, 만화·쓰야마 요시베)
- 돌아온 변태가면 (帰ってきた変態仮面, 원작 안도 게이슈)